# تپه سرنجه ۲
تپه سرنجه ۲ (هـ - ۴۹) مربوط به دوران پیش از تاریخ ایران باستان است و در شهرستان هرسین، روستای زازرم علیا واقع شده و این اثر در تاریخ ۲۴ فروردین ۱۳۸۲ با شمارهٔ ثبت ۸۱۷۲ به‌عنوان یکی از آثار ملی ایران به ثبت رسیده است.